# Купа (структура даних)

Приклад повної бінарної купи

Купа, стіс або піраміда (англ. heap) в інформатиці — спеціалізована деревоподібна структура даних, в якій існують певні властивості впорядкованості: якщо В — вузол нащадок A — тоді ключ(A) ≥ ключ(B). З цього випливає, що елемент з найбільшим ключем завжди є кореневим вузлом. Не існує ніяких обмежень щодо максимальної кількості елементів-нащадків, яку повинна мати кожна ланка, однак, на практиці, зазвичай, кожен елемент має не більше двох нащадків. Купа є однією із найефективніших реалізацій абстрактного типу даних, який має назву черга з пріоритетом. Купи відіграють критичну роль у низці ефективних алгоритмів роботи з графами, як то в алгоритмі Дейкстри та в алгоритмі сортування пірамідальне сортування. Найуживанішим класом куп є бінарні купи.
Базові операції з купою такі:
- підтримка основної властивості купи
- побудова купи з невпорядкованого масиву
- сортування купи
- видалення найменшого елемента
- отримання найбільшого елемента
- додавання елемента

Купи часто використовуються для моделювання черг з пріоритетами.